# Che Cchuej-fang
Che Cchuej-fang (pchin-jin: He Cuifang; * 1983, provincie Ťiang-si) je čínská reprezentantka ve sportovním lezení. Mistryně Asie v lezení na rychlost.

## Výkony a ocenění
- 2008: nominace na světové hry 2009, kde skončila druhá
- 2008: nominace na prestižní mezinárodní závody Rock Master v italském Arcu

### Závodní výsledky
| Světové hry | Světové hry |
| Rok         | 2009        |
| ----------- | ----------- |
| Rychlost    | 2           |

| Arco Rock Master | Arco Rock Master |
| Rok              | 2008             |
| ---------------- | ---------------- |
| Rychlost         | 5                |

| Mistrovství světa | Mistrovství světa | Mistrovství světa | Mistrovství světa |
| Rok               | 2005              | 2007              | 2009              |
| ----------------- | ----------------- | ----------------- | ----------------- |
| Obtížnost         | 57                | —                 | —                 |
| Rychlost          | 4                 | 12                | 2                 |

- MS 2009 stříbro také na 15 m cestě

| Světový pohár (vlevo jsou poslední závody v roce) | Světový pohár (vlevo jsou poslední závody v roce) | Světový pohár (vlevo jsou poslední závody v roce) | Světový pohár (vlevo jsou poslední závody v roce) | Světový pohár (vlevo jsou poslední závody v roce) | Světový pohár (vlevo jsou poslední závody v roce) | Světový pohár (vlevo jsou poslední závody v roce) |
| Rok                                               | 2004                                              | 2005                                              | 2006                                              | 2007                                              | 2008                                              | 2009                                              |
| ------------------------------------------------- | ------------------------------------------------- | ------------------------------------------------- | ------------------------------------------------- | ------------------------------------------------- | ------------------------------------------------- | ------------------------------------------------- |
| Obtížnost                                         |                                                   |                                                   |                                                   |                                                   |                                                   |                                                   |
| jednotlivě (x/x/x)                                |                                                   |                                                   |                                                   |                                                   |                                                   |                                                   |
|                                                   |                                                   |                                                   |                                                   |                                                   |                                                   |                                                   |
| Rychlost                                          |                                                   |                                                   |                                                   |                                                   |                                                   |                                                   |
| jednotlivě (x/x/x)                                |                                                   |                                                   |                                                   |                                                   |                                                   |                                                   |
|                                                   |                                                   |                                                   |                                                   |                                                   |                                                   |                                                   |
| Kombinace                                         |                                                   |                                                   |                                                   |                                                   |                                                   |                                                   |

| Mistrovství Asie | Mistrovství Asie | Mistrovství Asie | Mistrovství Asie | Mistrovství Asie | Mistrovství Asie |
| Rok              | 2004             | 2007             | 2008             | 2009             | 2010             |
| ---------------- | ---------------- | ---------------- | ---------------- | ---------------- | ---------------- |
| Obtížnost        | 22               | —                | 22               | —                | 19               |
| Rychlost         | 5                | 1                | 1                | 2                | 9                |
| Bouldering       | —                | —                | —                | 25               | 11               |